# Rio Barra Mansa
O rio Barra Mansa é um rio brasileiro do estados de Rio de Janeiro e São Paulo.
Tem sua nascente no município de Rio Claro, sendo pertencente à bacia hidrográfica do rio Paraíba do Sul, já que desemboca neste rio na altura do município de Barra Mansa, no Sul Fluminense.

## Percurso
O Rio Barra Mansa nasce próximo a Igreja de Getulândia, quase em frente à Estação Ferroviaria de Getulândia e dali segue como um córrego de pouco mais de um metro de largura, até encontrar o afluente à esquerda, Corrego de Pouso Seco, ainda no município de Rio Claro.